# HD 20781 b
HD 20781 b est une exoplanète orbitant autour de l'étoile HD 20781, elle a été découverte en 2011.